# East Helena
East Helena és una població dels Estats Units a l'estat de Montana. Segons el cens del 2000 tenia 1.642 habitants.

## Demografia
Segons el cens del 2000, East Helena tenia 1.642 habitants, 694 habitatges, i 462 famílies. La densitat de població era de 754,7 habitants per km².
Dels 694 habitatges en un 30% hi vivien nens de menys de 18 anys, en un 52,7% hi vivien parelles casades, en un 9,5% dones solteres, i en un 33,4% no eren unitats familiars. En el 29,8% dels habitatges hi vivien persones soles el 12,8% de les quals corresponia a persones de 65 anys o més que vivien soles. El nombre mitjà de persones vivint en cada habitatge era de 2,37 i el nombre mitjà de persones que vivien en cada família era de 2,92.
Per edats la població es repartia de la següent manera: un 25,2% tenia menys de 18 anys, un 6,6% entre 18 i 24, un 29,8% entre 25 i 44, un 22,1% de 45 a 60 i un 16,3% 65 anys o més.
L'edat mediana era de 38 anys. Per cada 100 dones de 18 o més anys hi havia 93,4 homes.
La renda mediana per habitatge era de 31.071 $ i la renda mediana per família de 35.455 $. Els homes tenien una renda mediana de 28.472 $ mentre que les dones 19.828 $. La renda per capita de la població era de 15.893 $. Aproximadament el 7,5% de les famílies i el 8,6% de la població estaven per davall del llindar de pobresa.

## Poblacions més properes
El següent diagrama mostra les poblacions més properes.